# Calathodes palmata
Calathodes palmata är en ranunkelväxtart som beskrevs av Joseph Dalton Hooker och Thoms.. Calathodes palmata ingår i släktet Calathodes och familjen ranunkelväxter. Inga underarter finns listade i Catalogue of Life.